# Unterbach (Düsseldorf)
Unterbach, Düsseldorf-Unterbach — dzielnica miasta Düsseldorf w Niemczech, w okręgu administracyjnym 8, w kraju związkowym Nadrenia Północna-Westfalia, w rejencji Düsseldorf.  